# Caminho de Dom Bosco
O Caminho de Dom Bosco é uma rota turística de peregrinação que tem início na Basílica de Maria Auxiliadora, no centro de Turim, Itália, onde o corpo incorrupto de Dom Bosco está exposto, e termina na Basílica de Dom Bosco, próximo a cidade de Castelnuovo Don Bosco. A rota, que compreende três caminhos (caminho alto, caminho médio e caminho baixo), tem, aproximadamente, 140 quilometros de extensão e faz parte do projeto Strade di colori e sapori, iniciado em 2010 pela Prefeitura da Província de Turim.
O caminho retrata as andanças de Dom Bosco, que cruzou estas terras a pé inúmeras vezes para estudar em Chieri, quando jovem, e para conhecer os muitos jovens que tentou ajudar bem como para rezar missas nas igrejas locais, já como padre.

## Caminhos

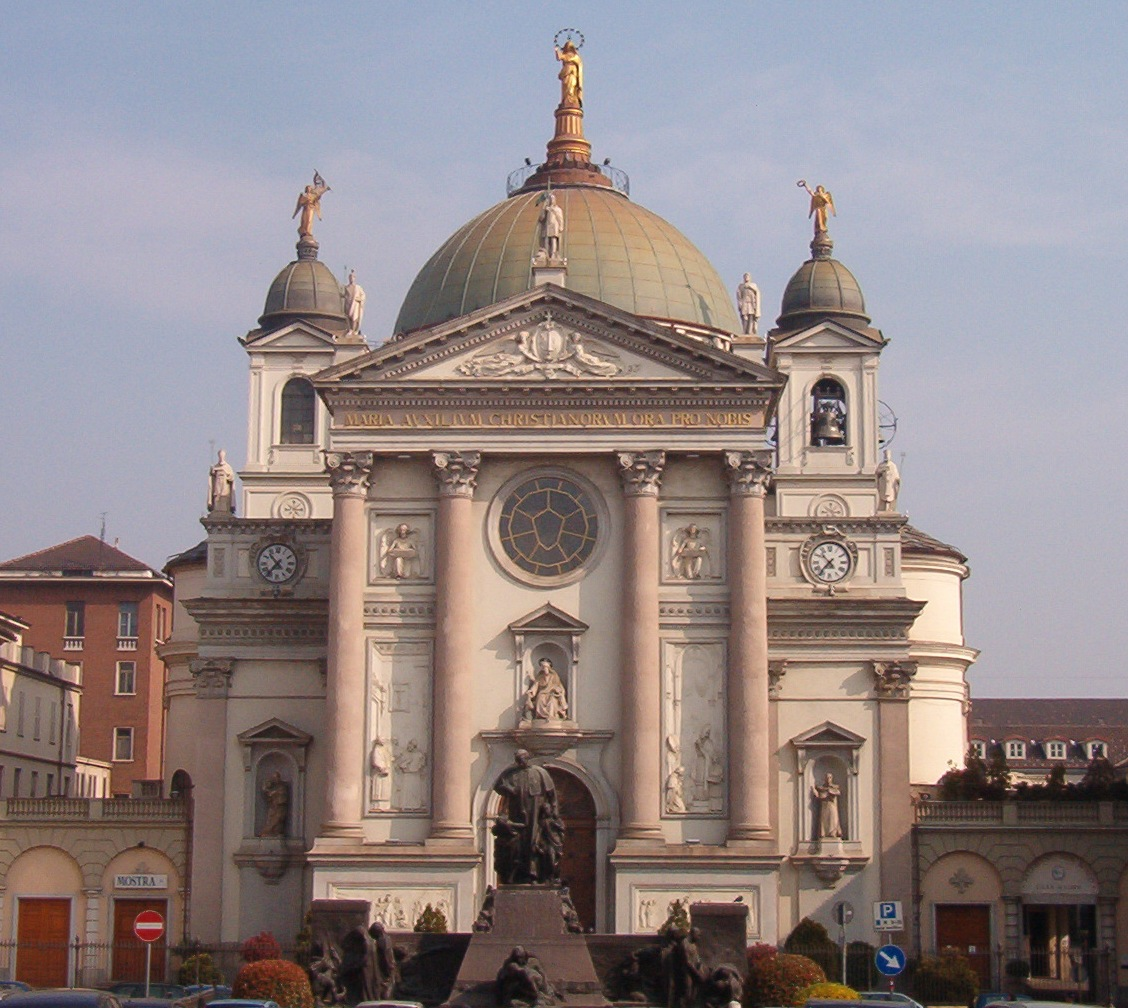
Basílica de Maria Auxliadora: ponto inicial do Caminho de Dom Bosco

### Caminho Alto
O Caminho Alto ou Caminho de Superga-Crea marca o início da rota, com seu ponto inicial na Basílica de Maria Auxiliadora, localizada no centro de Turim. A rota se inicia passando pelo centro histórico desta Província, morro acima com destino a Castelnuovo Don Bosco, passando pela Basílica de Superga, pelos vilarejos de Bardassano, Sciolze, Cinzano e pela Abadia de Vezzolano, no território de Albugnano, Piemonte. Tal trecho compreende um total de 55.4 quilômetros.

### Caminho Médio
O Caminho Médio ou Caminho do Lago Arignano, tem início em Baldissero, passando por Pavarolo, Montaldo T. se, Marentino, Arignano, para terminar na Colina de Dom Bosco, totalizando 42.6 quilômetros.

### Caminho Baixo
O Caminho Baixo ou Caminho de San Domenico, parte da Basílica de Maria Auxiliadora, Turim, para passar por Colle della Maddalena, Pacetto T.se, Pino T.se, Chieri, Riva presso, Bittigliera d'Asti, culminando no Colle Don Bosco; tudo com uma distância de 46.5 quilômetros.

### Caminhos alternativos
Dois caminhos alternativos podem ser encontrados no mapa: - o Caminho da Canonica di Vezzolano (Albugnano) com a Strada del Papa (Castelnuovo Don Bosco) e a rota de Buttigliera d’Asti.